# Andrena macswaini
Andrena macswaini är en biart som beskrevs av Linsley 1960. Andrena macswaini ingår i släktet sandbin, och familjen grävbin. Inga underarter finns listade i Catalogue of Life.